# هارولد أموس
هارولد أموس (بالإنجليزية: Harold Amos)‏ ـ (7 سبتمبر 1918 ـ 26 فبراير 2003) هو أستاذ جامعي أمريكي في علم الأحياء الدقيقة. عمل بالتدريس بمدرسة طب هارفارد قرابة خمسين عامًا، وكان أول أمريكي أفريقي يتولى رئاسة قسم في تلك المدرسة الطبية. ألهم المئات من أبناء الأقليات في الولايات المتحدة الأمريكية ليصبحوا أطباء.

## حياته
ولد أموس في بنساوكن بولاية نيوجيرسي، وحصل على درجة البكالوريوس من كلية سبرنغفليد في ماساتشوستس. وبعد أن خاض الحرب العالمية الثانية، حصل على درجة الدكتوراه من مدرسة طب هارفارد سنة 1952، ثم حصل على منحة فولبرايت، عُين بعدها عضوًا بهيئة تدريس مدرسة طب هارفارد سنة 1954.
شغل أموس منصب رئيس قسم علم الجراثيم بين عامي 1968 و1971، ثم عاد لشغل المنصب ذاته بين عامي 1975 و1978. عُين أموس أستاذًا لكرسي مود وليليان بريسلي لعلم الأحياء الدقيقة وعلم الوراثة الجزيئية.

## عضوية الجمعيات المتخصصة
- زميل الأكاديمية الأمريكية للفنون والعلوم (1974)[10]
- زميل معهد الطب
- زميل الجمعية الأمريكية لتقدم العلوم
- مستشار للرئيس نيكسون[8]

## الجوائز والتكريم
- ميدالية الرفاهية العامة من الأكاديمية الوطنية للعلوم (1955)[11]
- ميدالية مئوية جامعة هارفارد (2000)
- سميت باسمه جائزة تمنحها مدرسة طب هارفارد في مجال التعددية.[12]